# Andrei Ossipowitsch Sichra

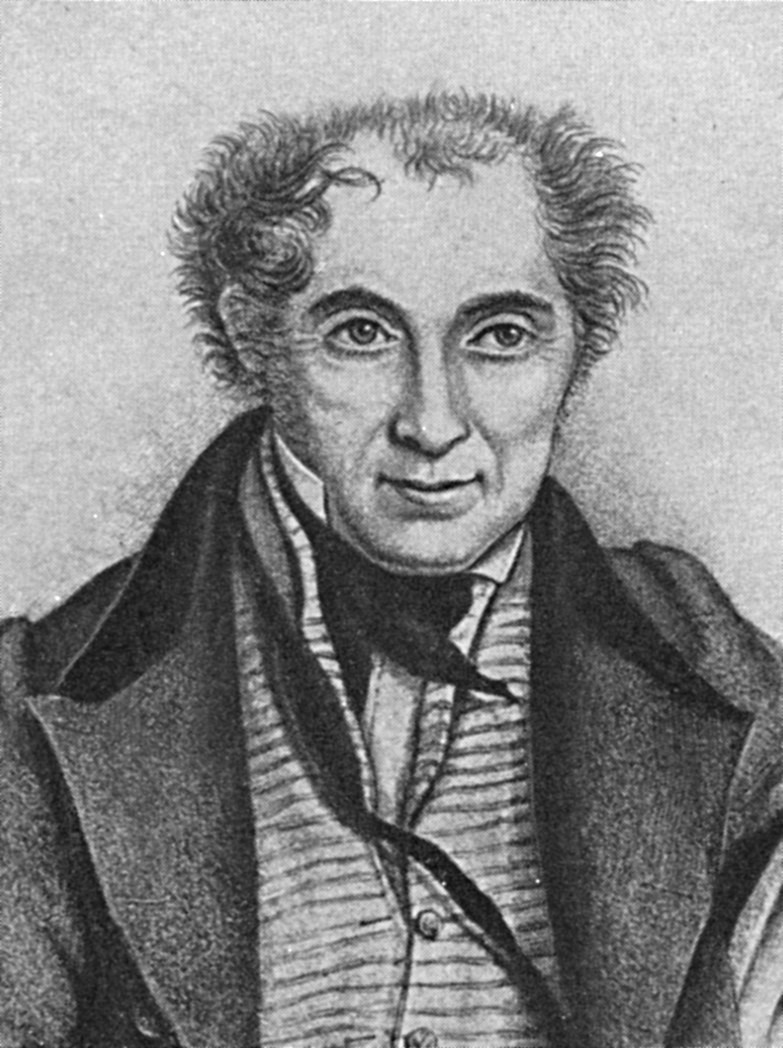
Andrei Ossipowitsch Sichra

Andrei Ossipowitsch Sichra (auch Sikhra oder Sychra; russisch Андрей Осипович Сихра, wiss. Transliteration Andrej Osipovič Sichra; * 1773 in Vilnius; † 21. Novemberjul. / 3. Dezember 1850greg. in St. Petersburg) war ein russischer Gitarrist, Komponist und Musikpädagoge.

## Leben und Werk
Andrei Ossipowitsch Sichra wurde 1773 in Vilnius als Sohn eines Musiklehrers geboren. Er spielte zunächst Harfe und möglicherweise auch Torban, auf der er ein großer Virtuose gewesen sein soll. Dann widmete er sich der siebensaitigen Gitarre. Zu Beginn des Jahres 1801 zog er nach Moskau, wo er ein sehr bekannter Gitarrist wurde und sich eine große Anhängerschaft erspielte. Im Jahr 1812 zog er – vielleicht wegen des napoleonischen Russlandfeldzuges und des Brandes von Moskau in jenem Jahr – nach St. Petersburg, wo er bis an sein Lebensende blieb. 1802 gab Sichra in Moskau das Journal pour la guitare à sept cordes (Journal für die siebensaitige Gitarre) heraus, und 1813 veröffentlichte er in St. Petersburg eine neue Zeitschrift, die Sobranie raznogo roda p’es („Sammlung verschiedener Stücke“) hieß. 1818 erschien eine weitere seiner Musikzeitschriften, die in der Peterburgskie wedomosti („St. Petersburger Nachrichten“) beworben wurde, 1924 folgte die nächste. Die wichtigste seiner Veröffentlichungen, die Peterburgskij žurnal dlja gitary (Petersburger Zeitschrift für die Gitarre), erschien erstmals 1826 und wurde in den folgenden 12 Jahren, vermutlich monatlich, veröffentlicht; 144 Ausgaben sind erhalten. Außerdem gab er zahlreiche Einzelkompositionen heraus. Insgesamt veröffentlichte Sichra mehr als 1000 Kompositionen für die siebensaitige Gitarre. Außerdem hinterließ er viele Kompositionen im Manuskript, darunter vollständige Bearbeitungen für zwei Gitarren von Michail Iwanowitsch Glinkas Opern Ein Leben für den Zaren und Ruslan und Ljudmila, bei deren Erarbeitung ihm Glinka assistiert hatte.
Sichra schrieb eine große Anzahl von Stücken für Amateure, darunter Studien, Volksliedvertonungen, Operntranskriptionen und Bearbeitungen von Wiener Walzern der Komponisten Johann Strauss, Carl Maria von Weber und Josef Lanner. Dieses Werk erklärt vielleicht, warum er von den Musikwissenschaftlern der Sowjetzeit als mittelmäßiger Komponist abgetan wurde. Unter diesen Kompositionen befinden sich jedoch viele, die ein Höchstmaß an virtuoser Technik erfordern und die nicht nur im Westen unbekannte Techniken wie den „Vier-Finger-Kreuzsaiten-Triller“ verwenden, sondern auch musikalisch innovativ sind. Ein großer Teil von Sychras Gitarrenmusik, insbesondere die Lehrstücke und Studien, ahmen Harfenklänge auf der Gitarre nach, vielleicht als Ergebnis seiner frühen Karriere als Harfenist. Sein Hauptwerk, die Praktičeskie pravila igrat' na gitare (Praktische Regeln für das Gitarrenspiel, St. Petersburg, 1817), das von russischen Gitarristen seit langem geschätzt wird, erregt inzwischen auch internationale Aufmerksamkeit.
Das Interesse an Sichras Komposition und Gitarrentechnik hat durch die Wiederbelebung seines Werks durch Oleg Timofeyev neue Aufmerksamkeit erhalten, dessen Dissertation The Golden Age of the Russian Guitar: Repertoire, Performance Practice, and Social Function of the Russian Seven-String Guitar Music, 1800–1850 und nachfolgende Aufnahmen und CD-Plattenveröffentlichungen Sichra gewidmet sind.

## Bedeutung
Sichra nimmt eine herausragende Stellung unter den Gitarristen in Russland ein, wo er als Meister der siebensaitigen Gitarre gilt. Er war eine wichtige Kraft in der Entwicklung der russischen Gitarrenmusik und einer ihrer produktivsten Komponisten sowie ein wichtiger Musikpädagoge, der eine Reihe von Schülern ausbildete, darunter S. N. Aksenov,  V. I. Morkov, V. Sarenko, N. I. Alexandrov, P. F. Beloshein. und Fjordor Michailowitsch Zimmermann.

## Werke (Auswahl)

### Lehrbücher
- Теоретическая и практическая школа для семиструнной гитары (Theoretische und praktische Schule für die siebensaitige Gitarre)
- Praktičeskie pravila igrat' na gitare (Praktische Regeln für das Gitarrenspiel), St. Petersburg, 1817

### Kompositionen
- Werke für Gitarre: Noten und Audiodateien im International Music Score Library Project

## Bibliografie
- А. О. Сихра: В. П. Украинец (Hrsg.): Полное собрание сочинений для семиструнной гитары. «Издательский дом», Кривой Рог 2006, ISBN 966-7997-23-5.
- Oleg Timofeyev: The Golden Age of the Russian Guitar: Repertoire, Performance Practice, and Social Function of the Russian Seven-String Guitar Music, 1800–1850. (Ph.D. Dissertation, Department of Music, Duke University). Ann Arbor, MI: UMI Dissertation Services (UMI Number: 9928880), 1999.

## Diskografie
- Oleg Timofeyev: The Golden Age of the Russian Guitar. Dorian Recordings 1999.
- Oleg Timofeyev: The Golden Age of the Russian Guitar, Vol. 2. Dorian Recordings 2000.